# Michail Muravjov-Vilenskij
Michail Nikolajevitj Muravjov-Vilenskij (ryska: Михаил Николаевич Муравьёв-Виленский), född 13 oktober (gamla stilen: 1 oktober) 1796 i Moskva, död 10 september (gamla stilen: 29 augusti 1866 i Sankt Petersburg, var en rysk greve och ämbetsman. Han var son till Nikolaj Muravjov.
Muravjov blev 1842 överdirektör för ryska fältmätningskåren, 1850 medlem av riksrådet och 1857 minister för riksdomänerna. Han var mycket verksam för lantbrukets förkovran, men motsatte sig hårdnackat livegenskapens upphävande och gjorde sig på hösten 1861 genom sina yrkanden på stränga åtgärder med anledning av de då inträffade studentoroligheterna i Sankt Petersburg så förhatlig, att han i december samma år måste begära avsked. 
Då 1863 års polska uppror utbredde sig även till Litauen, sändes Muravjov som generalguvernör i Vilna och undertryckte med hänsynslös hårdhet resningen att han blev hårt kritiserad även i en rad andra europeiska länder och kom att kallas "Vilnius bödel". År 1865 återkallades han och erhöll grevlig värdighet. En bildstod över honom restes 1898 i Vilnius. Hans sonson Michail Muravjov utgav "Der Diktator von Wilna, Memoiren des Grafen M.N.M." (tysk upplaga 1883).